# Pontus Carlsson

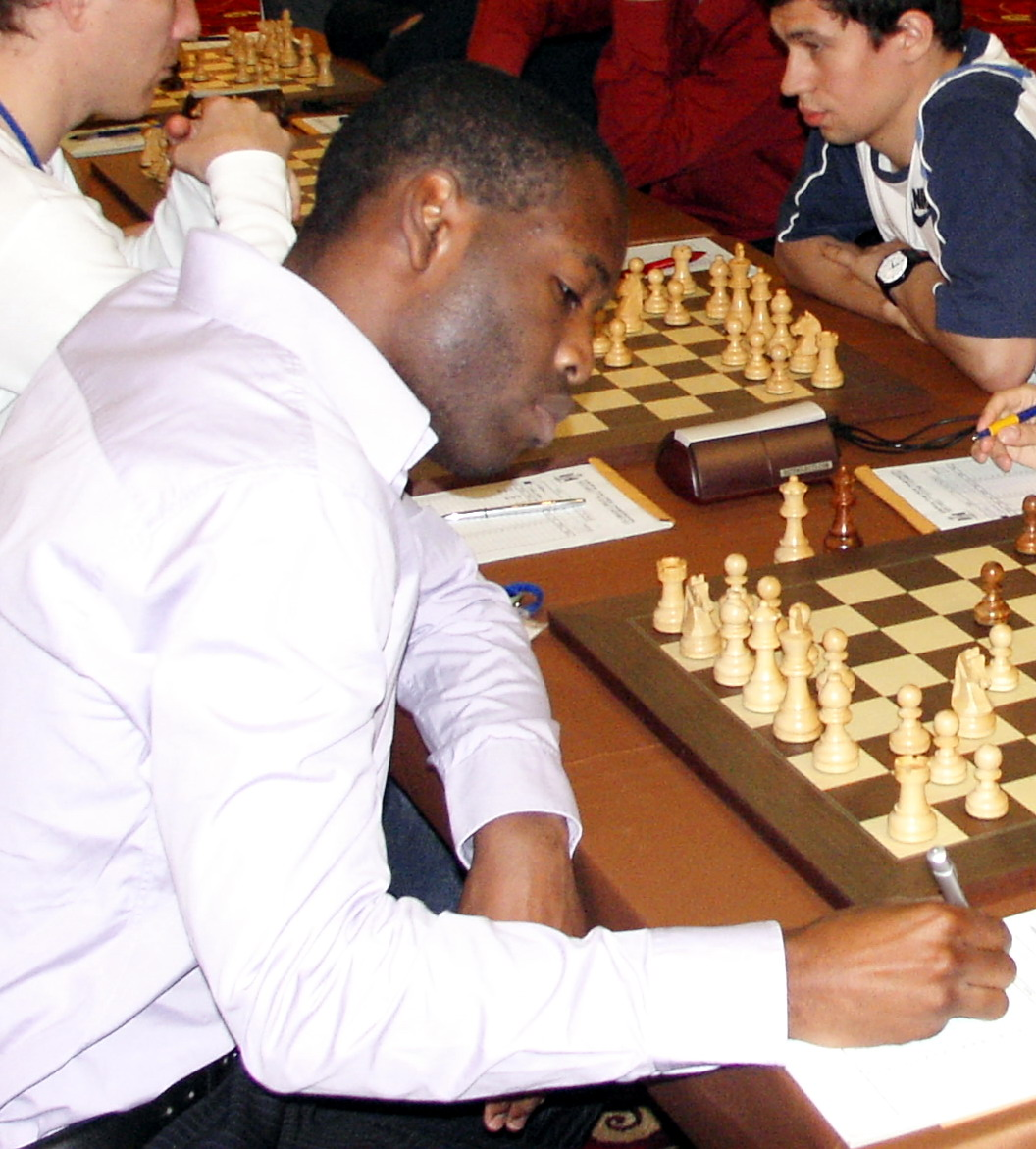
Pontus Carlsson, 2007

Pontus Erik Sergio Carlsson, född 18 december 1982, är en svensk schackspelare som har spelat i det svenska schacklandslaget sedan 2006. Han erhöll Stormästartiteln 2007. I juni 2013 bytte Carlsson klubb till Eksjö Schackklubb efter att ha representerat i Sollentuna SK och Team Viking i 15 år. Under den perioden vann han elva lag-SM-tecken, varav åtta som senior. Vid sidan av schackkarriären studerar Carlsson till ekonom på högskolan i Jönköping. Han har tidigare spelat i schackklubben Linköpings ASS.
Pontus far, Ingvar Carlsson, har tidigare varit ordförande i Sveriges schackförbund, och är dessutom stormästare i korrespondensschack.